# Kriminalunderrättelseregistret
Kriminalunderrättelseregistret ("KUR") är ett svenskt register som Rikspolisstyrelsen för. Omkring 800 personer inom polisen använder KUR. I registret har det registrerats uppgifter som till exempel om någon är rom eller shiamuslim utan att det har varit absolut nödvändigt.